# Standing Rock Agency

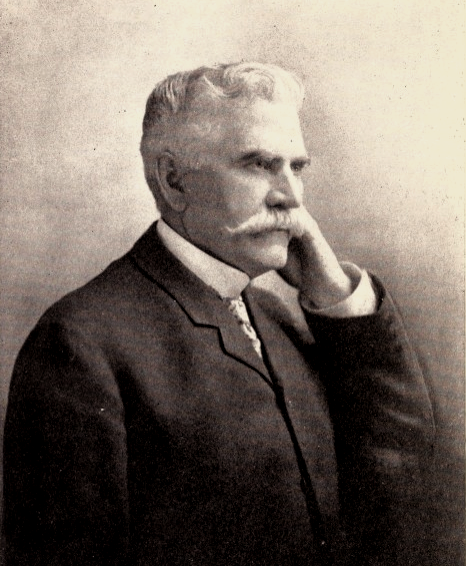
James McLaughlin 1910

Standing Rock Agency, ehemals Grand River Agency, ist ein Stützpunkt des Bureau of Indian Affairs, einer Abteilung des amerikanischen Innenministeriums, in Fort Yates, North Dakota. Die Agentur ist für die Standing Rock Reservation zuständig. Sie wurde 1868 in South Dakota an den Ufern des Grand River im Rahmen des Vertrags von Fort Laramie gegründet. 1874 zog die Agentur nach North Dakota um und änderte ihren Namen in Standing Rock Agency. Die Agentur ist für ein Gebiet von zirka 2,3 Millionen Acre (9.305 km²) zuständig und betreut nach eigenen Angaben 15.568 Mitglieder des Standing-Rock-Sioux-Stammes. Der bekannteste Indianeragent der Agentur war der Kanadier James McLaughlin. Die Standing Rock Agency spielte eine wesentliche Rolle in den Sioux Kriegen und bei der Unterdrückung der Geistertanz-Bewegung. Das Massaker bei Wounded Knee (Lakota Chankpe Opi Wakpala) 1890 steht im engen Zusammenhang mit der Agentur. Primär wurden Sioux, die aus dem Gebiet der Agentur geflohen waren, auf dem Gebiet der Red Cloud Agency ermordet. Im Laufe der Zeit trat die Agency viele Aufgaben an die Reservats-Verwaltung ab. Sie ist aber weiterhin für die Verwaltung der Ländereien, besonders für die Verpachtung an Stammes-Mitglieder und Nicht-Stammes-Mitglieder, zuständig.